# Nichomachini
Nichomachini es una tribu de hemípteros heterópteros perteneciente a la familia Miridae.

## Géneros
- Eucompsella
- Kuomocoris
- Laurinia
- Nichomachus